# Flugplatz Merseburg

i7
i11
i13

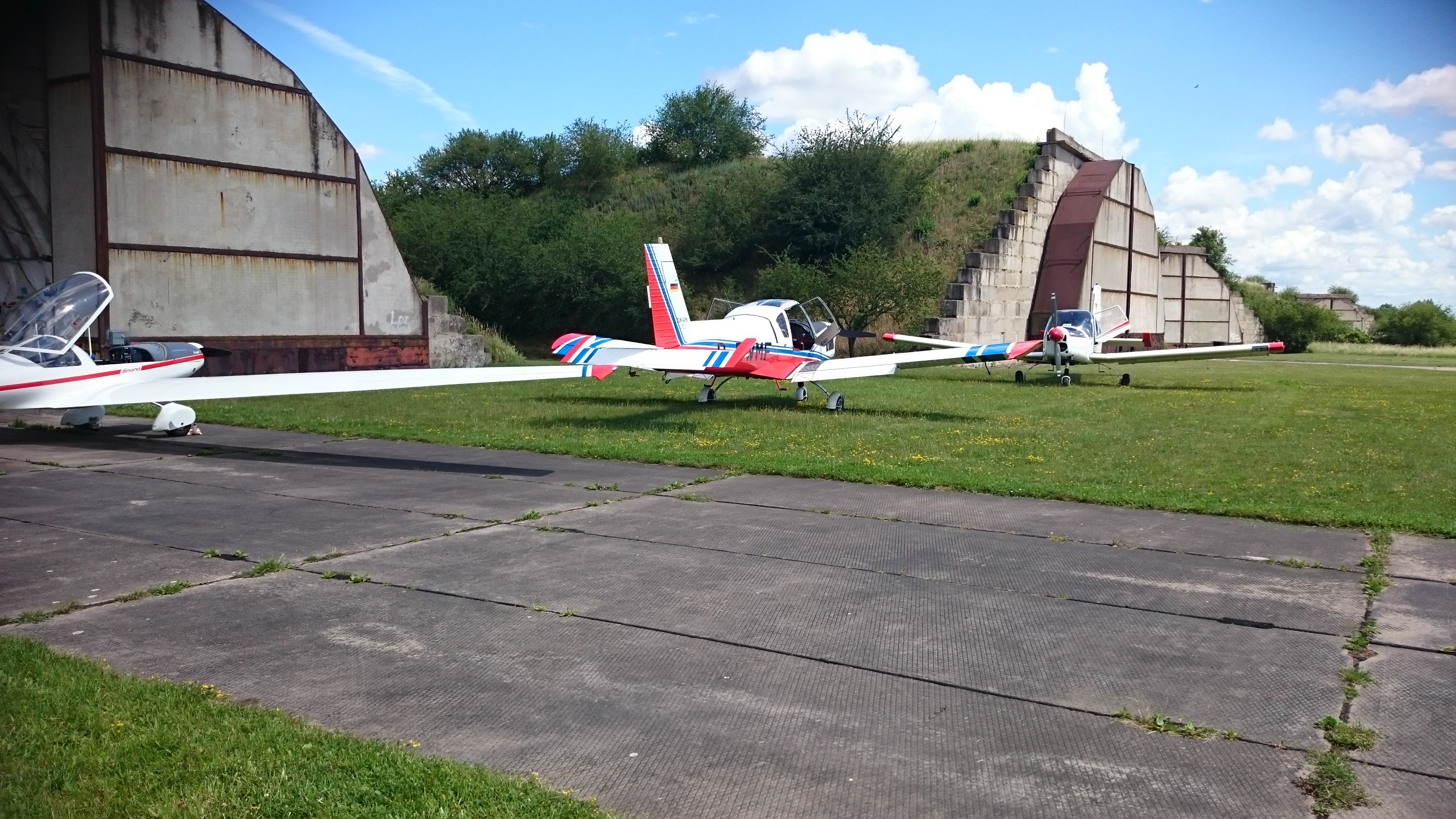
Hangars am Flugplatz Merseburg

Der Flugplatz Merseburg (ICAO-Code: EDAM) ist ein Sonderlandeplatz in Merseburg in Sachsen-Anhalt.

## Lage und Anfahrt
Der Flugplatz liegt am westlichen Stadtrand von Merseburg und ist über die B 91 zu erreichen.

## Geschichte
Eine Nutzung des Geländes als Segelfliegerplatz geht auf das Jahr 1925 zurück. Mit der Machtergreifung der Nationalsozialisten wurde Merseburg als Standort eines Fliegerhorstes ausgewählt. Mit der Planung wurde 1933 begonnen. In den Jahren 1934 und 1935 entstanden große Teile des Flugplatzes und der Kaserne. Am 10. Oktober 1935 wurde er mit den Tagen der Flieger eingeweiht. Auf dem Gelände befand sich die Fliegergarnison, 1936 folgte eine Zweigstelle der Junkers-Werke und 1940/41 eine Fliegerschule. Am 1. April 1936 wurde hier das Kampfgeschwader 153 aufgestellt, das spätere Kampfgeschwader 3. Am 12. April 1945 wurde der Flugplatz durch US-Truppen eingenommen und im Sommer 1945 an die sowjetischen Luftstreitkräfte übergeben. Ab 1951 lag in Merseburg der Stab der 6. Gardejagdfliegerdivision zusammen mit dem ihr angehörigen 85. Gardejagdfliegerregiment. 1952 wurde eine 2000 m lange und 60 m breite Start- und Landebahn in Betrieb genommen. Diese wurde 1961 auf 2500 m verlängert und 1991 beim Abzug der sowjetischen Truppen teilweise demontiert.
Die heute zivil genutzten Hangars wurden ab 1968 errichtet. Heute wird der Flugplatz für Motorflüge, Fallschirmsprünge, Modellflug, Motorsegelflug sowie Rundflüge über den Geiseltalsee, Halle (Saale), Leipzig und Merseburg sowie für Flüge von Geschäftsreisenden genutzt.
In unmittelbarer Nähe des Flugplatzes befand sich von 1996 bis 2020 das Luftfahrt- und Technikmuseum Merseburg.

## Vereine am Flugplatz
- Merseburger Luftsportverein e. V., Betreiber des Sonderlandeplatzes, Flugsport
- FSV Merseburg e. V., Fallschirmsport
- Modellflugklub Merseburg e. V., Modellflug
- Fliegerclub Leipzig e. V., Flugsport
- 1.FSC Halle-Oppin e. V., Fallschirmsport